# Alexander Kamp
Alexander Kamp Egested (født 14. december 1993 i Køge) er en dansk cykelrytter, der kører for Intermarché-Wanty. Han begyndte at cykle hos CC 95 i Herfølge. Han er søn af den tidligere politiker Tommy Kamp 

## Meritter
2013
1. plads i Grand Prix de la ville de Nogent-sur-Oise
2. plads i U-23 DM i landevejscykling
2015
1. plads i Skive-Løbet
1. plads i GP Horsens
2. plads i Fyen Rundt
3. plads i DM i landevejscykling
9. plads i Danmark Rundt
2016
1. plads  DM i landevejscykling
1. plads GP Horsens
7. plads sammenlagt i Danmark Rundt
2017
3. plads i DM i landevejscykling
2022
1. plads  DM i landevejscykling
3. plads Bretagne Classic Ouest-France
2023
1. plads i Région Pays de la Loire Tour